# Dav Pilkey
David Pilkey, meglio conosciuto come Dav Pilkey (Cleveland, 4 marzo 1966), è uno scrittore e illustratore statunitense.

## Biografia
È un famoso scrittore e illustratore di libri per ragazzi conosciuto soprattutto per la serie di Capitan Mutanda. Nato e cresciuto a Cleveland in Ohio, dove sono ambientate le avventure di Capitan Mutanda, vive con la moglie a Seattle.
Ha frequentato le scuole elementari a Elyria, sempre in Ohio, dove gli furono diagnosticate dislessia e disturbo da iperattività (ADHD). Spesso in castigo a causa del suo comportamento ha cominciato a fare disegni e fumetti per ingannare il tempo. Nel 1987 vince un concorso per studenti autori e vede pubblicato il suo primo libro, War World Won.

## Opere

### Capitan Mutanda
- Le mitiche avventure di Capitan Mutanda (1998)
- Capitan Mutanda contro i gabinetti parlanti (2000)
- Capitan Mutanda contro i malefici zombi babbei (2001)
- Capitan Mutanda e il ritorno del professor Pannolino (2001)
- I mitici giochi di Capitan Mutanda (2002)
- Capitan Mutanda e la vendetta della superprof (2002)
- Capitan Mutanda contro il Principe delle caccole: parte 1 (2004)
- Capitan Mutanda contro il Principe delle caccole: parte 2 (2005)
- Capitan Mutanda e la rivincita degli ultranonni (2008)

### Dog Man
- Dog Man: Libro 1
- Dog Man: Libro 2: Dog man si scatena
- Dog Man: Libro 3:  Dog Man contro tutti
- Dog Man: Libro 4: Dog man e Cat Kid
- Dog Man: Libro 5:. Il signore delle pulci
- Dog Man: Libro 6:... in gattabuia
- Dog Man: Libro 7: Dog man e le perfide palline malandrine
- Dog Man: Libro 8: Dog Man si morde la coda
- Dog Man: Libro 9: Dog Man miagola contro il crimine
- Dog Man: Libro 10: Dog man e il cocco di mamma
- Dog Man: Libro 11: Ventimila pulci sotto il mare
- Dog Man: Libro 12: Una puzzola di troppo

### Altro
- Attenti al fiato! (1999)
- Un amico per Dragone (1999)
- Dragone trova un gatto (1999)
- Buon Natale Dragone! (2000)
- Un giorno con Dragone (2003)
- I coniglietti tontoloni, traduzione di Guia Risari, Milano, Nord-Sud, 2009, ISBN 978-88-8203-897-7.
- Largo ai coniglietti tontoloni, traduzione di Guia Risari, Milano, Nord-Sud, 2009, ISBN 978-88-8203-898-4
- I coniglietti tontoloni allo zoo, traduzione di E. Zacchetti, Milano, Piemme, 1998, ISBN 978-88-3848-014-0.